# کلاژن نوع ۱
کلاژن نوع ۱ (انگلیسی: Type I collagen) فراوان‌ترین نوع کلاژن در بدن انسان است. این کلاژن در بافت‌های جوشگاه، زردپی، رباط، اندومیوزوم تارچه‌های عضلانی، بخش‌های معدنی استخوان، پوست حقیقی، عاج دندان و کپسول‌های پوشانندهٔ ارگان‌های بدن دیده می‌شود.